# Tauszczy
Tauszczy (biał. Таўшчы; ros. Толщи, Tołszczi) – wieś na Białorusi, w obwodzie witebskim, w rejonie dokszyckim, w sielsowiecie Biehomla. W 2019 roku była niezamieszkana.